# Hipolit Błotnicki
Hipolit Błotnicki (ur. 1792 w Tulczynie, zm. 24 lutego 1886 w Paryżu) – polski literat, poeta i tłumacz.

## Życiorys
Syn Ignacego i N. Terleckiej. Kształcił się na Uniwersytecie Wileńskim. Był guwernerem Juliusza Słowackiego oraz nauczycielem synów Adama Jerzego Czartoryskiego, a także jego doradcą i archiwistą – najpierw w Puławach, a następnie na emigracji. Uczestniczył w powstaniu listopadowym. Od 1831 roku przebywał na emigracji w Paryżu. W 1833 roku był jednym ze współorganizatorów Związku Jedności Narodowej. Założył Towarzystwo Dobroczynności Dam Polskich i był działaczem Towarzystwa Literackiego.
Tworzył wiersze i utwory satyryczne. W 1822 przetłumaczył Wikarego Wakelfiedzkiego Goldsmitha. Zmarł 24 lutego 1886 roku w Paryżu i został pochowany na cmentarzu w Montmorency.
Został odznaczony Złotym Krzyżem Orderu Virtuti Militari.